# Fifty Shades of Black
Fifty Shades of Black is een Amerikaanse filmkomedie uit 2016 onder regie van Michael Tiddes. De film is een parodie op de film Fifty Shades of Grey uit 2015.

## Verhaal
Hannah Steale (Kali Hawk), die voor de krant werkt, interviewt de rijke zakenman Christian Black (Marlon Wayans). Tijdens het interview blijkt ze iets voor hem te voelen. Christian gaat in Hannah's fantasieën mee, maar zegt dat hij niet aan romantiek doet. Hannah wil weten waarom hij geen echte relatie wil. Christian doet daar vaag over en zegt dat hij het niet makkelijk had in het verleden. Als bij Christian de vonk toch overslaat op Hannah, gaat alles humoristisch in plaats van romantisch.

## Rolverdeling
| Acteur          | Personage       |
| --------------- | --------------- |
| Marlon Wayans   | Christian Black |
| Kali Hawk       | Hannah Steale   |
| Fred Willard    | Gary            |
| Mike Epps       | Ron             |
| Jane Seymour    | Claire          |
| Affion Crockett | Eli             |